# Бірмінгемська школа (економіка)
Бірмінгемська школа — це школа економічної думки, що виникла в Бірмінгемі, Англія, під час постнаполеонівської депресії, яка вразила Англію після закінчення наполеонівських війн у 1815 році.

## Огляд
Обстоюючи теорію недостатнього споживання, яка пояснювала депресію падінням попиту через закінчення воєн і припинення військової мобілізації, економісти Бірмінгемської школи виступали проти золотого стандарту і за використання експансіоністської монетарної політики для досягнення повної зайнятості.
Провідним мислителем і речником Бірмінгемської школи був банкір Томас Етвуд. Серед інших відомих постатей - Джордж Фредерік Мунц та брат Томаса Етвуда, Матіас Етвуд. Серед економістів, які надавали Бірмінгемській школі певну підтримку, були Артур Янґ, Патрік Колкхун і сер Джон Сінклер.
Теорії Бірмінгемської школи, відкинуті в той час як «валютні диваки» або «грубі інфляціоністи», сьогодні визнані ембріональними версіями кейнсіанської економічної теорії 1930-х років. Деякі з праць Аттвуда містять формулювання ефекту мультиплікатора та моделі доходів і витрат. У своїй «Історії економічного аналізу» 1954 року Йозеф Шумпетер писав, що «саме з цих праць слід починати будь-яке дослідження сучасних ідей з монетарного управління».